# Carlstadt (New Jersey)
Carlstadt ist eine Stadt im Bergen County des Bundesstaats New Jersey in den USA. Das U.S. Census Bureau hat bei der Volkszählung 2020 eine Einwohnerzahl von 6.372 ermittelt.

## Geographie
Nach dem amerikanischen Vermessungsbüro hat die Stadt eine Gesamtfläche von 11,0 km², davon 10,2 km² Land- und 0,7 km² (6,62 %) Wasserfläche.

## Demographie
Nach der Volkszählung von 2000 gibt es 5.917 Menschen, 2.393 Haushalte und 1.593 Familien in der Stadt. Die Bevölkerungsdichte beträgt 578,4 Einwohner pro km². 88,90 % der Bevölkerung sind Weiße, 1,37 % Afroamerikaner, 0,08 % amerikanische Ureinwohner, 6,19 % Asiaten, 0,02 % pazifische Insulaner, 2,13 % anderer Herkunft und 1,32 % Mischlinge. 7,99 % sind Latinos unterschiedlicher Abstammung.
Von den 2.393 Haushalten haben 25,7 % Kinder unter 18 Jahre. 51,9 % davon sind verheiratete, zusammenlebende Paare, 10,8 % sind alleinerziehende Mütter, 33,4 % sind keine Familien, 26,4 % bestehen aus Singlehaushalten und in 9,6 % Menschen sind älter als 65. Die Durchschnittshaushaltsgröße beträgt 2,47, die Durchschnittsfamiliengröße 3,04.
19,0 % der Bevölkerung sind unter 18 Jahre alt, 7,7 % zwischen 18 und 24, 34,0 % zwischen 25 und 44, 24,0 % zwischen 45 und 64, 15,3 % älter als 65. Das Durchschnittsalter beträgt 39 Jahre. Das Verhältnis Frauen zu Männer beträgt 100:94,1, für Menschen älter als 18 Jahre beträgt das Verhältnis 100:92,4.
Das jährliche Durchschnittseinkommen der Haushalte beträgt 55.058 USD, das Durchschnittseinkommen der Familien 62.040 USD. Männer haben ein Durchschnittseinkommen von 46.540 USD, Frauen 36.804 USD. Das Prokopfeinkommen der Stadt beträgt 28.713 USD. 6,1 % der Bevölkerung und 3,1 % der Familien leben unterhalb der Armutsgrenze, davon sind 7,8 % Kinder oder Jugendliche jünger als 18 Jahre und 4,3 % der Menschen sind älter als 65.